# Opus vermiculatum

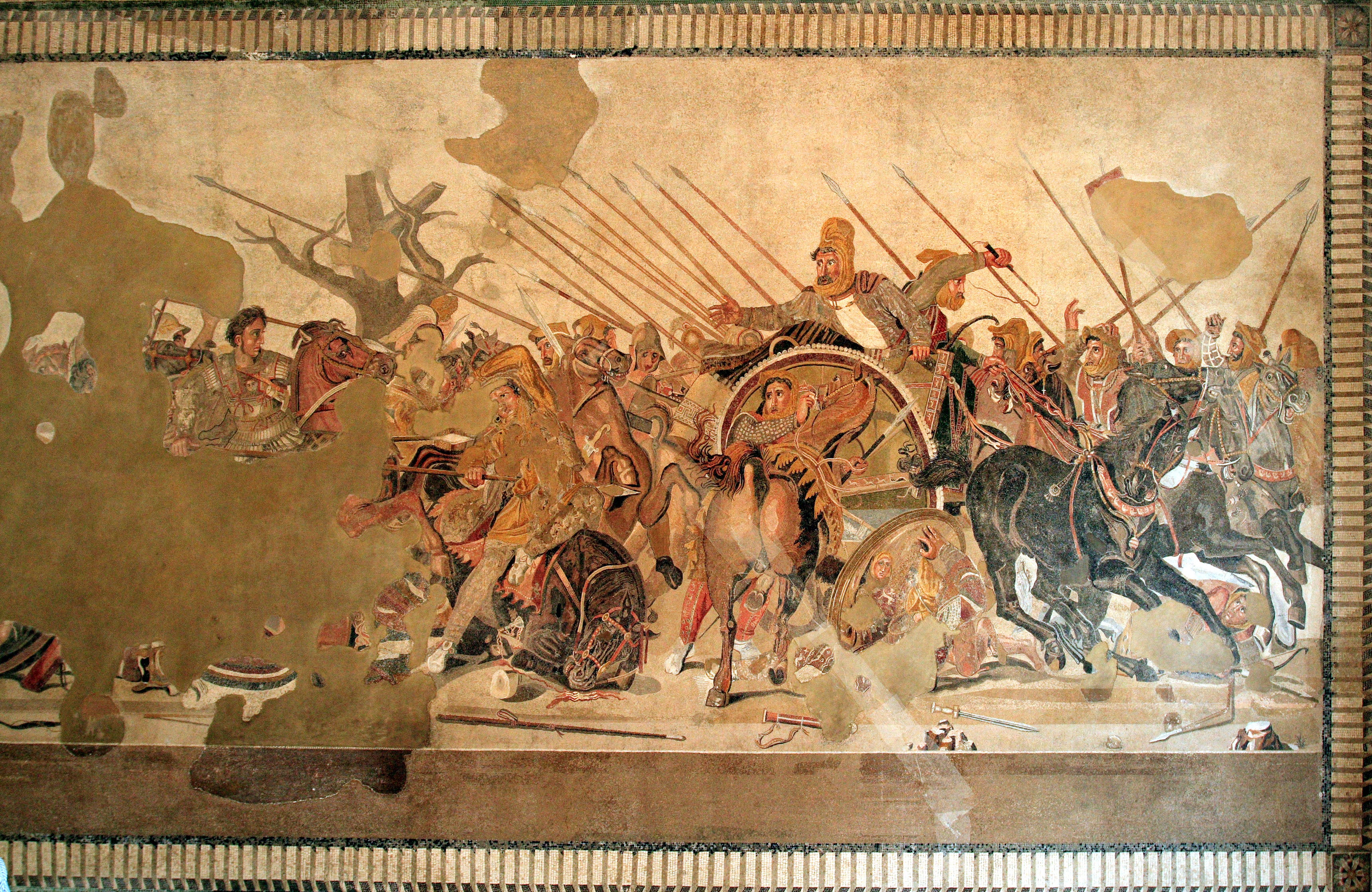
Mosaïque de la bataille d'Issos.

Pour les articles homonymes, voir Opus et vermiculatum.
L'opus vermiculatum (du latin vermiculus, « vermisseau ») est une technique de mosaïque antique qui forme des lignes sinueuses, propres au dessin figuratif. Les tesselles employées ont des formes cubiques ou en biseau, et des dimensions variables qui peuvent se réduire à seulement quelques millimètres. Cette variété de formes et de dimensions permet le tracé de dessins d'une plus ou moins grande finesse. 
De superbes exemples ont été retrouvés à Pompéi, notamment la mosaïque de la bataille d'Issos entre Alexandre le Grand et Darius III, un tableau de grande surface réalisé avec des tesselles d'environ 2 mm de côté. Ces mosaïques sont exposées au musée archéologique de Naples.